# Mega Man X8
Mega Man X8 é o oitavo jogo da franquia Mega Man X. Nesta versão, a Capcom retornou ao tradicional estilo de progressão plataformistas nas fases, apesar de continuar com as modelagens em 3D. Apenas dois estágios são percorridos em jet-bikes em vários ângulos, e não no modo plataforma.

## História
Algum tempo depois dos eventos de Mega Man X7, X, Axl e Zero são convocados a uma missão próxima à Torre Jakob para investigar um Mechaniloid estilo caranguejo de cor vermelha. Eles o enfrentam e o derrotam, mas são interrompidos por uma rajada de mísseis vinda de Vile, que foi aparentemente foi revivido desde sua derrota no Mega Man X3. Vile seqüestrou o líder do Projeto Jakob, Lumine, por razões desconhecidas e seu resgate se tornou uma missão para os Maverick Hunters
Porém, o que os Hunters não sabiam era que Sigma estava envolvido na história mais uma vez, mas agora, com seu mais ambicioso e maligno plano. Em Mega Man X7, foi revelado que Axl é o primeiro do seu tipo, um protótipo da nova geração de Reploids que possui a habilidade de copiar o DNA de outros via um copy chip. Em adição, eles têm sequências de dados construídas milimetricamente para preveni-los de se tornarem Mavericks. Em Mega Man X8, essa nova geração vem saindo fora da linha de montagem para trabalhar no projeto Jakob, sendo que podem copiar corpos mais fortes para resistir a grandes pressões, presumivelmente a custo mais baixo que construindo o robô por si mesmo.
O plano de Sigma é simples. Em todo copy chip desses robôs está o DNA dele próprio, isto é, a nova geração "à prova de Mavericks" de Reploids estão, de fato, aptos a se tornarem Mavericks por vontade própria. Ele busca chamuscar a Terra para remover a "velha geração" e repopulá-la com sua "ninhada", um método de dominação mundial muito mais eficiente que nas tentativas anteriores. Com quem ele não contava era Lumine. Quando Sigma foi inevitavelmente derrotado no seu palácio, Lumine entra para assumir toda a operação e exterminar os Maverick Hunters (assume-se que ele tentaria de qualquer maneira). Depois de um esforço volumoso, Lumine é derrotado. Quando Axl chega perto do corpo dele, é atingido na testa por misteriosos tentáculos vindos do peito de Lumine.
No final específico de Axl, o cristal pode ser visto com um mini-fragmento roxo brilhando.Em um dos segredos do modo "new game +" do jogo, Axl recebe sua armadura branca, ele usa mais que uma simples semelhança à Lumine, curiosamente o cabelo de Axl fica roxo, os olhos de Axl ficam marrons, sua pele cinza e sua cicatriz em forma de X some em seu rosto, abrindo questões sobre uma potencial seqüela, esta armadura pode ficar flutuando ilimitadamente enquanto atira, pode copiar inimigos por tempo ilimitado e o dash de Axl fica ainda mais longo que o normal e isso abre teorias que dizem que o DNA de Lumine instalado em Axl o transformou num Reploid de nova geração completo ao invés de um simples protótipo de Reploids de nova geração e isso explicaria que Lumine é um Reploid de nova geração.

## Personagens

### Maverick Hunters
- Mega Man X

X conservou neste jogo sua aceitação com relação a luta, compreendendo que deve lutar quando realmente preciso. Em termos de jogabilidade, X ganhou um novo nível de energia para seu X-Buster, podendo agora atirar uma rajada de energia capaz de quebrar barreiras de inimigos.
Com as vozes de: Takahiro Sakurai em japonês e Mark Gatha em inglês
- Zero

Zero apresenta sinais de trauma com relação à forma com que Sigma tenta utilizar seu DNA durante os eventos de X5, sentimento que alimenta sua vontade de destruir Sigma definitivamente. Zero ganha novas armas em Megaman X8: leques(B-Fan ou Bashiyou Fan), soco-inglês(K-Knuckle ou Kaiser Knuckle), a espada de Sigma(Σ Blade), um martelo(T-Breaker ou Titan Breaker)uma lança(D-Glaive ou Douruga Glaive).
Com as vozes de: Ryoutarou Okiayu em japonês e Lucas Gilbertson em inglês
- Axl

Axl consegue se tornar um Marverick Hunter e conquista finalmente a confiança de X. Suas habilidades foram drasticamente modificadas: ele agora pode guardar DNA para usar depois, pode mirar enquanto atira, suas novas armas possuem arsenal infinito, e Axl ganha ainda uma misteriosa armadura suprema,(muito parecida com a armadura de Lumine) contraparte do Black Zero e Ultimate X.
Com as vozes de: Minami Takayama em japonês e Jeffrey Watson em inglês
- Alia

Ela continua com o papel que adquiriu no X5 como a navegadora de X. Neste jogo as áreas de conhecimento foram distribuídas entre as navegadoras, sendo Alia a mais eclética, oferecendo informações variadas ao jogador. Quando você começa um Clear File após fechar o jogo, você tem a chance de ativá-la como personagem jogável. Ela tem o mesmo estilo de jogo do X, mas não pode equipar a armadura dele nem carregar as armas que recebe dos chefes.
Com as vozes de: Rumi Kasahara em japonês e Mariette Sluyter em inglês
Obs: Um código fará com que Alia e outras navegadoras possam ser compradas por 36.000 metals
- Layer

Uma navegadora introduzida nesse jogo. Ela está apaixonada por Zero, mas ele não parece notar isso, embora ele ao menos a reconheça. Ela é expert em estratégias de chefes. Quando você começa um Clear File, você tem a chance de ativá-la como personagem jogável. Ela tem o mesmo estilo de jogo do Zero, pode usar suas armas e tem um alcance mais longo.
Com as vozes de: Sonoko Kawata em japonês e Meredith Taylor-Perry em inglês
- Pallette

Uma navegadora introduzida nesse jogo. Ela identifica as cápsulas secretas nas fases e os locais dos Rare Metals. Ela é também a técnica laboratorial dos Hunters, substituindo o agora o ausente mecânico Douglas. Quando você acha os Rare Metals, ela os transforma em itens para você comprar. Quando você começa um clear file, você tem a chance de ativá-la como personagem jogável. Ela tem o mesmo estilo de jogo do Axl, mas não pode copiar DNA, pois não faz parte da nova geração.
Com as vozes de: Haruna Mima em japonês e Chris Simms em inglês
- Signas

Signas é o comandante dos Maverick Hunters. Ele aparece no jogo principalmente como personagem de legado, porém, as navegadoras parecem ter autonomia para analisar as mensagens vindas e dar ordens aos Hunters por si mesmas. O único papel dele no X8 é o de dar a você seu ranking na missão na tela de Status da Missão.
Com as vozes de: Hirotaka Suzuoki em japonês e Roger Rhodes em inglês
Douglas e Lifesaver não aparecem neste jogo. Não se sabe se ainda estão empregados na Maverick Hunters.

### Mavericks Notáveis
- Lumine

Líder da nova geração de Reploids que estão construindo o elevador orbital Jakob, Lumine foi seqüestrado por Vile na missão inicial e não foi mais visto de novo, a menos que o jogador esteja no nível Normal ou Difícil. Nesses casos, Lumine sai das sombras e revela que na verade ele estava por trás de tudo e que Sigma estava ajudando-o em seu plano. Lumine perde a primeira aparência e se transforma num ser alado em forma de serafim. Depois de certo tempo, essa forma se encasulará e usará o ataque final chamado "Paradise Lost". Tal golpe faz o até então cenário de paraíso ser mergulhado em uma profunda e crescente escuridão, e caso o jogador não derrote Lumine em 30 segundos, a tela se torna completamente negra e apenas se ouve o grito de agonia do personagem.
Com as vozes de: Junko Noda em japonês e Elinor Holt em inglês.
- Sigma

Sigma faz sua oitava e última aparição na série X, como líder dos 8 Mavericks guardando áreas-chave para a construção da torre Jakob. O jogador iniciante pensará que estará lutando contra Sigma em seu corpo do Mega Man X antes das tradicionais lutas contra o corpo final, mais isso muda de figura quando uma integrante da nova geração posa como líder dos Mavericks. Sigma é encontrado mais tarde na Lua onde o jogador o derrota. Dadas as ações de Lumine, e a falta de Reploids tradicionais na Lua para infectar com o vírus, parece muito improvável que Sigma volte em um jogo futuro(cronologicamente) na série X.
Com as vozes de: Mugihito em japonês e Dave Pettitt em inglês
- Vile

Vile(Vava na versão japonesa), que foi visto pela primeira vez no Mega Man X, e não era visto desde o X3, volta no X8 como lacaio de Sigma. O personagem dele lutará contra você como  mini-chefe em algumas fases, como chefe no topo da torre Jakob, e uma vez mais (com sua Ride Armor) no Palácio Sigma. Seu estilo de luta é remanescente dos jogos anteriores onde esteve presente.
Com as vozes de: Mugihito em japonês e Roger Rhodes em inglês

## Jogabilidade
Mega Man X8 é um jogo tradicional de plataformas. X, Zero e Axl tem atributos específicos a cada um para ajudar na navegação nas fases e a derrotar os inimigos e cada um tem uma armadura secreta que pode ser acessível comprando todos os itens para estar 100% e terminado o jogo:
- Axl tem a habilidade de atirar em qualquer direção, flutuar horizontalmente por distâncias curtas, e grudar no muro enquanto estiver atirando. Ele também tem o "Copy Shot" que o permite copiar o DNA de certos Reploids inimigos e assumir a forma deles por certo tempo.
- X tem o mais confiável e poderoso tiro no jogo. Quando as cápsulas do Dr. Light são encontradas, ele pode equipar as partes da armadura para aumentar suas habilidades. Alguns upgrades incluem o "Shadow Dash", a capacidade de passar de ataques dos inimigos sem levar dano que é muito útil para desviar, atirar um poderoso laser contínuo no tiro carregado e mesmo tomar danos sem ser impulsionado para trás.
- Zero é um lutador no estilo mano-a-mano e não tem armas de longo alcance. Ele usa diferentes armas que aumentam/diminuem seu alcance e poder e pode até usar a espada do Sigma depois de comprá-la num clear file. Ele é também o único que pode pular duas vezes em seqüência.
- Os personagens não podem mais se abaixar, ao contrário dos três jogos anteriores.
- Retry chips substituem as vidas reservas. Dependendo do nível de dificuldade, o jogador começa com infinitas reservas, duas, ou zero. A única maneira de pegar mais é comprá-los, pois não podem ser achados nas fases, num máximo de três(então no nível Normal o máximo é cinco, e no Difícil, três). Também constitui razão para o EX-Item que aumentava o número inicial de vidas não estar presente no jogo.
- Inimigos podem usar barreiras para refletir tiros normais e devem ser quebradas com o ataque chamado Guard Break. Todos os personagens têm ao menos um método para a quebra da defesa.
- Heart Tanks são substituídos por 3 upgrades de energia compráveis para cada personagem.
- Você tem que comprar os Life Tanks. Não são encontrados prontos nas fases(o que são encontrados são os Rare Metals. Pallette faz os Life Tanks e você os compra).
- Além de serem usadas por inteiro, as partes das armaduras do X podem ser combinadas para criar compostos misturados.
- 2 fases são percorridas no estilo rail-shooting em 3D.
- Entre as fases, você pode entrar no R&D(Research & Development) Labs., que usa os Rare Metals encontrados durante o jogo para comprar energia, armas, e outros upgrades.
- Um sistema de combos foi implementado. O combo dura o quanto você conseguir atirar continuamente nos inimigos que puder encontrar. Toda fase tem um valor máximo de combo por atingir. Se você for atingido, o combo cessa e você tem que começar tudo de novo. São 6 os níveis de classificação:
  - 10 hits: Good
  - 20 hits: Great
  - 30 hits: Super
  - 40 hits: Electrifying
  - 50 hits: X-Cellent
  - 60 hits: Mega-Maximum
- Cada Hunter consegue um tipo de arma própria ao derrotar um Maverick, ao contrário do que acontecia no último jogo, quando X e Axl partilhavam o mesmo tipo de arma.
- Stage Rankings, anteriormente ambíguos, agora são mais facilmente determinados. Seu ranking vai de D a AAA e é baseado no tempo que você levou para terminar a fase, o número de inimigos destruídos e seu combo máximo. Você ganha um bônus perto do ranking se completar a fase incólume(sem levar danos, ileso).
- Os pesonagens pode virar de direção quando dá uma metade de um dash ou um air-dash
- Ambos os personagens podem mandar um Ataque Duplo se a barra estiver carregada. Isso destruirá inimigos normais e ferirá significantemente os chefes. Se você derrotar o chefe principal da fase com o Ataque Duplo de golpe final, seu Status de Missão mostrará o acrônimo "EXF", que significa Extreme Force(Força Extrema) e um AAA.
- Alguns ataques se baseiam em imobilizar o personagem. Se isso acontecer, chame o personagem auxiliar para lhe resgatar.
- Ao contrário dos outros jogos da franquia, Sigma não é o chefe final. Similar ao que aconteceu na versão para GameBoy do Mega Man V, onde o chefe final se chama Sunstar em vez do Dr. Wily(embora tenha que ser enfrentado antes do Sunstar).
- Todas as fases podem ser jogadas de novo quando completadas, inclusive as não-Maverick fases e até a Sigma Palace se você for com o cursor em direção a "lua".
- Certas fases têm "Intermissions" jogáveis. Suas missões variam desde destruir quantos inimigos puder antes de morrer, descer um buraco cheio de plataformas, e até mesmo um time-attack de 10 minutos que usa a fase Gateway.
- Ao contrário de outros jogos da série o giga attack recarrega automaticamente,não por levar danos.
- A dificuldade difícil tem várias diferenças notáveis,como nas dificuladades fácil e normal ter um robôs inimigos com a cor verde e na difícil vermelho,barra de life menor e fase de sigma fica mais diferente,fica mais difícil e mais quase mais impossível de passar.
- Qualquer uma das navegadoras, inclusive as duas novas, podem ser selecionadas para dar lhe apoio e dicas quando prosseguir numa fase. As especialidades delas variam desde estratégias inimigas até a detecção de áreas escondidas e itens. Ou se desejar, pode ir sem assistência. Podem ser também ativadas como personagens jogáveis, mas cada estilo combina com o de seus companheiros. Todas têm vantagens e desvantagens durante o jogo: como Layer têm um alcance mais longo que Zero, mas nenhuma tem diálogos, apenas partem para a luta, como em jogos antigos. Elas também não podem ter outra navegadora para ajudá-las(seria interessante se X, Axl e Zero atuassem como navegadores…).

## Armaduras
Neste jogo, X possui três armaduras: Icarus Armor(cor vermelha), Hermes Armor(cor azul) e a Ultimate Armor(cor roxa). Cada uma é indicada por uma cor diferente(a Ultimate Armor além da coloração roxa,o resto da neutral armor fica preto ao invés do branco)e se forem completadas, ativarão novas habilidades. Ao contrário dos outros jogos, você pode mesclar as armaduras para criar compostos misturados exceto pela Ultimate Armor.

### Neutral Armor
Você poderá já obtê-la achando apenas uma das capsulas de armadura na fases.
Você já recebe completamente logo na primeira cápsula a ser coletada, mas sozinha ela não tem nenhuma habilidade especial, pegando as outras partes da armadura que são 8 no total você receberá dois tipos de parte, I e H, que completas podem formar as duas (na verdade são 3) variações da armadura, que são a Hermes e a Icarus, mas podendo usar partes diferentes e obter habilidades misturadas.

### Icarus Armor
| Parte    | Habilidade |
| -------- | --- |
| Pernas   | Dobra a altura do seu pulo |
| X-Buster | Novo ataque carregado: Laser contínuo,que é semelhante a arma Will Laser carregada do X5. |
| Capacete | Permite-o a atacar inimigos com pulos apenas pulando perto deles. |
| Corpo    | Reduz os danos pela metade e quando seu personagem levar dano, não vai cair para trás e a barra de recuperação não diminui e nem some. |
| Icarus*  | Giga Crash- Um golpe devastador que tira boa porção da energia dos chefes e destrói todos os inimigos na tela. Um uso gasta toda a energia, mas a menor quantidade já é suficiente para outro tiro, só que mais fraco. - - Apenas ativado quando a armadura estiver completa. |

Essa variação da Neutral é formada quando você usa 4 partes do tipo I, tendo um coloração avermelhada. Com essa variação é possível destruir inimigos com saltos, o qual forma um tipo energia em volta de X, seu tiro concentrado vira uma rajada de plasma muito poderosa, além de tornar possível a concentração da arma dos inimigos. X saltará muito mais alto e sua defesa aumentará. E você ainda adquire o famoso Giga Crash, explosão cuja força depende da quantidade de Weapon Energy disponível.
Locais (Fases)
Booster Forest - Bamboo Pandamonium
Pernas: Depois da primeira parte cheia de robôs, suba na plataforma da direita e coloque o seu em cima do elevador. Atire no botão vermelho para levantar, depois corra para a esquerda, pule e, no fim do salto, salte para fora do robô e use o Dash. Você alcançará a cápsula. Se estiver com Axl, compre o chip Prickle Barrier, suba no elevador e apenas flutue, provavelmente você irá cair sobre os espinhos que estão na parede mas suba rápido por eles pois o Prickle Barrier te deixa imune por um tempo a eles, terminando de subir a cápsula vai aparecer.
Fase Inicial - Noah`s Park
X - Buster: Perto do final da fase está uma porta. Na primeira vez que você passa, ela está fechada, mas na segunda, está aberta. Basta entrar nela com X que você ganha as Buster Parts.
Prim Rose - Gravity Antonion
Capacete: Na segunda parte com botões, existe um inimigo que pode ficar de pé nos espinhos. Use o tiro com botão especial de AXL para poder cloná-lo e, depois do mini-chefe, use a habilidade de se transformar no inimigo clonado para poder subir um muro cheio de espinhos e passar por um caminho com uma subida que leva até a cápsula.
Metal Valley - Earthrock Trilobyte
Corpo: Depois de derrotar o robô gigante pela primeira vez, volte e use a arma do Burn Rooster para explodir os barris e ganhar acesso à cápsula.

### Hermes Armor
| Parte    | Habilidade |
| -------- | --- |
| Pernas   | Aumenta a velocidade de corrida e dá o Shadow Dash, que permite passar por projéteis(tiros dos inimigos) sem levar dano. |
| X-Buster | Novo ataque carregado: Tiro em 3 direções(5 direções com o X-Drive ativado) |
| Capacete | Diminui o tempo de carga do X-Buster |
| Corpo    | Deixa X invencível a ataques fracos. |
| Hermes*  | X-Drive- Ative esta arma e aumentará suas habilidades normais, dando-lhe movimento mais rápido, velocidade de carga altíssima e invencibilidade a ataques mais fortes. O efeito dura até a energia acabar. - - Apenas ativado quando a armadura estiver completa. |

Essa variação da Neutral é formada quando você usa s 4 partes do tipo H, tendo uma coloração mais azulada.Com essa variação a velocidade de concentração e seu tiro concentrado se dividirá em três e também permite a concentração das armas dos inimigos. Alem de tornar X invencível contra ataques que causem dano mínimo, sua velocidade é aumentada e o dash será invencível em certas situações. Ganha uma nova arma chamada X Drive, que aumentará as habilidades da armadura durante certo tempo.
Locais (Fases)
Inferno - Burn Rooster
Pernas: Depois de pegar o Double Barrier, mais à frente, você estará em um muro na parte esquerda da tela. Ao invés de seguir o caminho e descer, suba pela parte cheia de espinhos até chegar à cápsula.
Troia Base - Optic Sunflower
X - Buster: Depois de passar pelo quarto treino, suba para a próxima forma. Mas ao invés de entrar nela, procure por um muro diferente. Ele pode ser quebrado com a arma do Gravity Antonion.
Central White - Avalanche Yeti
Capacete: Na única parte sem o veículo, vá para frente e suba no muro antes de chegar ao chefe. Use a habilidade de pulo duplo do Zero para chegar ao topo ou ainda com o Zero use o Rasetsusen (ataque que você ganha do Dark Mantis) e aperte simultaneamente e daí ele vai sair voando, antes de fazer isso mantenha uma certa distancia para o Zero ter espaço para atingir a altura da plataforma, depois derreta os cubos de gelo usando a arma Shining Ray de X.
Pitch Black - Dark Mantis
Corpo: Após o corredor com o inimigo que ilumina, não desça junto das plataformas. Ao invés disso, suba até chegar a uma abertura que guarda mais uma armadura.

### Ultimate Armor
| Parte     | Habilidade |
| --------- | --- |
| Pernas    | Aumenta a velocidade de corrida e dá o Shadow Dash, que permite passar por projéteis(tiros dos inimigos) sem levar dano e dobra a altura do seu pulo. |
| X-Buster  | Novo ataque carregado: o famoso Plasma Shot. Deixa rastros de plasma que fazem danos adicionais aos inimigos. |
| Capacete  | Inibe o gasto com Special Weapons. Até mesmo os tiros carregados não gastam nada e X pode executar o Shoryuken se segurar ↑ e o especial. Extremamente útil. |
| Corpo     | Reduz os danos pela metade e quando seu personagem levar dano, não vai cair para trás e a barra de recuperação não diminui e nem some. |
| Ultimate* | Nova Strike- Um incrível ataque que elimina qualquer inimigo instantaneamente. Um uso gasta toda a energia, então ao usar espere recarga total. - - Termine o jogo com X com 100% de itens equipados e as oito partes das armaduras para conseguir a Ultimate Armor. |

Ultima e especial variação da Neutral Armor, para adquirilá é preciso ter todas as partes I e H e ter todos os itens equipados em X e ainda ter terminado o jogo uma vez, ele tem um coloração roxa. Possui habilidades da Icarus e Hermes Armor, além do Tiro concentrado que forma uma bola de energia que continua causando danos o inimigo, o, Shouryuuken (para cima + especial) e Recovery Gauge que não desaparece (a menos que troque de personagem duas vezes). o poderossimo Nova Strike, que pode deixar qualquer chefe com um 1 ponto de life e destruir qualquer outro inimigo, muito mais poderoso que o ataque em dupla.
Mas quem não quiser esperar completar todo o jogo para destravar a Ultimate armor,existe um código do jogo que destrava a Ultimate armor:Esquerda (3x), Direita (3x), Esquerda (4x), direita(4x)

## Mavericks
| Nome em inglês                             | Nome em japonês      | Estágio        | X              | Zero                                   | Axl            | Fraqueza                                 | Forma      |
| ------------------------------------------ | -------------------- | -------------- | -------------- | -------------------------------------- | -------------- | ---------------------------------------- | ---------- |
| Optic Sunflower (Girassol Óptico)          | Optic Sunfloward     | Troia Base     | Shining Ray    | Tenshouha                              | Ray Gun        | Green Spinner/Youdantotsu/Blast Launcher | Girassol   |
| Gravity Antonion (Antonion Gravidade)      | Gravitate Ant-Onion  | Primrose       | Squeeze Bomb   | Juuhazan, Ganzanha (K), Dairettsui (T) | Spiral Magnum  | Shadow Runner/Rasetsusen/Black Arrow     | Formiga    |
| Dark Mantis (Louva-Deus Sombrio)           | Darkneid Kamakil     | Pitch Black    | Shadow Runner  | Rasetsusen, Senpuukyaku (K)            | Black Arrow    | Shining Ray/Tenshouha/Ray Gun            | Louva-Deus |
| Gigabolt Man-O-War (Caravela Gigabolt)     | Gigabolt Dokragen    | Dynasty        | Thunder Dancer | Raikousen, Raijinken (K)               | Plasma Gun     | Crystal Wall/Rekkyoudan/Bound Blaster    | Água-viva  |
| Burn Rooster (Galo Incinerador)            | Burn Kokekokker      | Inferno        | Melt Creeper   | Enkoujin, Enkoukyaku (K)               | Flame Burner   | Drift Diamond/Hyouryuushou/Ice Gatling   | Galo       |
| Avalanche Yeti (Iéti Avalanche)            | Ice-Snow Yetinger    | Central White  | Drift Diamond  | Hyouryuushou, Shouryuuken (K)          | Ice Gatling    | Thunder Dancer/Raikousen/Plasma Gun      | Yeti       |
| Earthrock Trilobyte (Trilobita Terrarocha) | Earthrock Torirovich | Metal Valley   | Crystal Wall   | Rekkyoudan, Zekkyoudan (B)             | Bound Blaster  | Squeeze Bomb/Juuhazan/Spiral Magnum      | Trilobita  |
| Bamboo Pandamonium (Bambu Pandamônio)      | Bamboo Pandemonium   | Booster Forest | Green Spinner  | Youdantotsu, Renyoudan (D)             | Blast Launcher | Melt Creeper/Enkoujin/Flame Burner       | Urso-Panda |

Siglas: (K)Kaiser Knuckle; (D)Douruga Glaive; (B)Bashiyou Fan; (T)Titan Breaker

## Recepção
Mega Man X8 recebeu uma recepção geralmente positiva. Foi geralmente elogiado por voltar a um estilo mais clássico de jogabilidade de Mega Man e remover os elementos de jogabilidade criticados em Mega Man X7. A IGN elogiou o jogo para a sua mistura de 2D e 3D, e seu sistema de câmera, dizendo que "Felizmente, a transição de um plano para outro é muito transparente e não é a tarefa incômoda que eram alternas em X7 . É um método de jogabilidade fácil e totalmente aceitável e que deveria ter sido utilizado em 2003, para começar. " Por outro lado, a GameSpot criticou o jogo pelo seu nível de design, o que muitas vezes fez o jogo extremamente frustrante para jogar. Eles também ridicularizaram a história, observando que ele "brinca em um monte de divagações absurdas em estilo anime sobre coisas que são de pouca importância para o jogo real." De acordo com a Famitsu , Mega Man X8 foi o décimo jogo mais vendido no Japão durante sua semana de lançamento, sendo que vendeu 14.927 unidades. Um total de 35.546 unidades foram vendidas na região até o final de 2005.